# Berlandina nubivaga
Berlandina nubivaga är en spindelart som först beskrevs av Simon 1878.  Berlandina nubivaga ingår i släktet Berlandina och familjen plattbuksspindlar. Inga underarter finns listade.